# Žolčni kamen
Žolčni kamen je kamen, ki nastane v žolčniku iz sestavin žolča. Izraz holelitiaza se lahko nanaša na prisotnost žolčnih kamnov ali na bolezen, ki jo povzročijo žolčni kamni. Večina oseb z žolčnimi kamni (približno 80 odstotkov) nima nikoli simptomov. Kadar žolčni kamen zapre žolčevod, se lahko pojavi biliarna kolika (napad žolčnih kamnov), krčevita bolečina v desnem zgornjem kvadrantu trebuha. To se zgodi pri 1–4 odstotkih oseb z žolčnimi kamni na leto. Komplikacije žolčnih kamnov lahko vključujejo vnetje žolčnika (holecistitis), vnetje trebušne slinavke (pankreatitis), zlatenico in okužbo žolčevoda (ascendentni holangitis). Simptomi teh zapletov lahko vključujejo bolečino, ki traja dlje kot pet ur, vročino, rumenkasto obarvanje kože, bruhanje, temen urin in bledo blato.
Dejavniki tveganja za žolčne kamne vključujejo kontracepcijske tabletke, nosečnost, družinsko anamnezo žolčnih kamnov, debelost, sladkorno bolezen, bolezen jeter in hitro hujšanje. Sestavine žolča, iz katerih nastanejo žolčni kamni, vključujejo holesterol, žolčne kisline in bilirubin. Žolčni kamni, ki so zgrajeni predvsem iz holesterola, se imenujejo holesterolski kamni, tisti, ki so zgrajeni predvsem iz bilirubina, pa se imenujejo pigmentni kamni. Na žolčne kamne posumimo na podlagi simptomov, diagnozo pa potrdimo z ultrazvokom. Komplikacije lahko prepoznamo na podlagi preiskav krvi.
Tveganje za žolčne kamne se lahko zmanjša z ohranjanjem zdrave telesne mase s telesno dejavnostjo in zdravo prehrano. Če simptomov ni, zdravljenje običajno ni potrebno. Osebam z napadi žolčnih kamnov se običajno priporoča holecistektomija – operacijska odstranitev žolčnika. Ta se lahko opravi laparoskopsko (skozi več majhnih luknjic) ali skozi en sam večji rez, običajno v splošni anesteziji. V redkih primerih, ko operacija ni mogoča, se lahko za raztopitev kamnov uporabijo zdravila ali pa se kamni razbijejo z litotripsijo.
V razvitih državah ima žolčne kamne od 10 do 15 odstotkov odraslih. V številnih delih Afrike pa je delež celo samo 3-odstoten. Bolezni, povezane z žolčnikom in žolčnimi izvodili, je leta 2013 imelo približno 104 milijone ljudi (1,6 odstotka svetovnega prebivalstva) in so povzročile 106.000 smrti. Ženske imajo žolčne kamne pogosteje kot moški; žolčni kamni se pogosteje pojavljajo po 40. letu. Nekatere etnične skupine imajo žolčne kamne pogosteje kot druge. Tako ima žolčne kamne npr. 48 odstotkov ameriških staroselcev. Prognoza po odstranitvi žolčnika je na splošno dobra.